# Браддон, Мэри Элизабет
Мэ́ри Эли́забет Бра́ддон (4 октября 1837 года — 4 февраля 1915 года) — британская писательница викторианской эпохи, наиболее известная по своему роману «Секрет леди Одли» (1862).

## Биография
Мэри Элизабет Браддон родилась в городе Лондоне 4 октября 1837 года. Когда Мэри было десять лет, её брат Эдвард Браддон уехал в Индию, а затем в Австралию, где в дальнейшем стал премьер-министром Тасмании. Мэри получила хорошее частное образование, но пошла работать актрисой для того чтобы обеспечить себя и свою мать Фанни, которая развелась с отцом Мэри, когда ей было всего 3 года. Она работала актрисой в течение трех лет.
В 1860 году Браддон встретила Джона Максвелла, издателя журналов, с которым она начала жить с 1861 года. Максвелл был женат, у него было пятеро детей, а его жена находилась в психиатрической больнице в Ирландии. Мэри фактически выступала мачехой детям Максвелла до 1874 года, когда жена Максвелла умерла, и Мэри с Джоном смогли пожениться. Всего у Мэри и Джона было шестеро детей.
Мэри Браддон была чрезвычайно плодовитой писательницей, всего она написала около 75 романов. Наиболее известным является роман «Секрет леди Одли», который принёс ей признание и богатство. Роман неоднократно переиздавался, а также был несколько раз поставлен в театре.
Браддон также основала журнал «Белгравия» в 1866 году, который представлял читателям романы, стихи, рассказы о путешествиях, биографии, а также эссе о моде, истории и науке. Журнал сопровождался многочисленными иллюстрациями и предлагал читателям литературу по доступной цене. Мэри Браддон также редактировала журнал «Temple Bar».
В конце XIX — начале XX века на страницах Энциклопедического словаря Брокгауза и Ефрона её сочинениям были посвящены следующие строки: «...Многие из её романов переводились на русск. яз. Все эти произведения не свидетельствуют о значительном таланте, написаны небрежно и на скорую руку, и не отличаются новизной и правдоподобием интриги; но они держат внимание читателя в постоянном напряжении. Вот почему мисс Бра(э)ддон принадлежит к наиболее читаемым английским романисткам».
Мэри Элизабет Браддон умерла 4 февраля 1915 года в Ричмонде, графство Суррей, Англия, и похоронена там на Ричмондском кладбище.